# Pethapur (stato)
Lo Stato di Pethapur fu uno stato principesco del subcontinente indiano, avente per capitale la città di Pethapur.

## Storia
Nel XIII secolo, re Pethasinh di Pethapur viene indicato per la prima volta come sovrano dell'area, e si sa che dopo la sua morte i suoi territori divennero oggetto di battaglia fra i suoi successori che si contesero il trono. La famiglia regnante apparteneva ai rajput del clan Vaghela.
Il 1º febbraio 1940 lo stato di Pethapur divenne, in base all'Attachment Scheme, parte integrante dello stato di Baroda. L'ultimo sovrano, Fateh Singh, siglò l'ingresso nell'Unione Indiana il 1º maggio 1949.

## Governanti
I regnanti di Narsinghpur avevano il titolo di thakur.

### Thakur
- c. 1650 – .... Punj Singh
- c. 1700 – .... Ranchhod Singh (figlio del precedente)
- 1700 – 1800                              (diversi successori)
- after 1800–.... Ade Singh
- .... – 1861 Bhawan Singh
- 1861 – 1879 Himat Singh (figlio del precedente)
- 1879 – 1896 Gambhir Singh (figlio del precedente)
- 1896 – 1948 Shri Fateh Singh  (figlio del precedente)